# Posoqueria laurifolia
Posoqueria laurifolia là một loài thực vật có hoa trong họ Thiến thảo. Loài này được Mart. miêu tả khoa học đầu tiên năm 1841.